# 協和海運
協和海運株式会社（きょうわかいうん、英語: KYOWA SHIPPING CO., LTD.）は東京都港区新橋に本社を置く日本の海運会社である。

## 概要
独立系の海運会社で、極東及び東南アジアから太平洋島嶼地域への定期航路サービスを中心としている。Ramp Wayを装備した多目的船で、コンテナから車両、鋼材やセメントなどの在来貨物など多岐に渡る貨物の輸送を行い、島嶼国のライフラインとして機能している。

## 定期寄港を行う主な島嶼国
- 北マリアナ諸島
  - サイパン
- アメリカ合衆国
  - グアム
- ミクロネシア連邦
  - チューク州
  - ポンペイ州
  - コスラエ州
  - ヤップ州
- パラオ
  - コロール
- マーシャル諸島共和国
  - マジュロ
  - エバイ
  - クェゼリン
- キリバス
  - タラワ
- パプアニューギニア
  - ポートモレスビー
  - ラエ
  - ラバウル
  - リヒール
- オーストラリア
  - タウンズビル
- ソロモン諸島
  - ホニアラ
- バヌアツ
  - ポートビラ
  - エスピリトゥサント島
- フランス
  - ヌーメア
- フィジー
  - スバ
  - ロトカ
- トンガ
  - ヌクアロファ
- サモア
  - アピア
- アメリカ領サモア
  - パゴパゴ
- フランス領ポリネシア
  - パペーテ

## 沿革
- 1974年（昭和49年）
  - 6月29日 - 資本金5,000千円にて協和海運株式会社を設立。
  - 9月26日 - 第一船M/V“St.Sultana”にて、日本・フィジー間を往航で缶詰、復航でコプラを輸送する。
- 1976年（昭和51年）- 関西地区におけるサービス強化のため、大阪支店を開設。
- 1991年（平成3年）- 初の自社新造船 M/V“Sea Treasure”就航。
- 1994年（平成6年）- ミクロネシア連邦にてFSM Line社を設立。ミクロネシア地域へのサービスを同社との共同配船とする。
- 1996年（平成8年）- アメリカ合衆国グアム準州にてMarianas Steamship Agencies社を設立。同地における荷主へのサービス強化のため、代理店業を開始する。
- 1998年（平成10年）- パラオ共和国にてWestern Pacific Shipping社を設立。同国及びミクロネシア連邦ヤップ州地へのサービスを同社との共同配船とする。
- 2000年（平成12年）- 自社船舶管理のため、船舶管理会社である株式会社トリテックと資本提携を行う。
- 2011年（平成23年）- パラオ共和国コロールにてWespac-Kyowa Shipping社を設立。
- 2017年（平成29年）- 商社部門強化のため、エース物産株式会社を買収し、傘下に収める。
- 2018年（平成30年）- 中国・天津市にて天洋航運服務（天津）有限公司を設立。同国におけるサービス強化のため、代理店業を開始する。
- 2022年（令和4年）- 韓国・ソウル特別市にてKyowa-Korea Maritime Agency Co., Ltd.を設立。同国におけるサービス強化のため、代理店業を開始する。

## 事業所
- 本社 - 東京都港区新橋一丁目1-1
- 大阪支店 - 大阪市西区阿波座1丁目13-16

## 関連会社
- エース物産株式会社 Ace Creation Co., Ltd. （Tokyo, Japan）
- 株式会社トリテック Toritec Co., Ltd. (Tokyo, Japan)
- FSM Line Ltd. ( Pohnpei, Federated States of Micronesia)
- Marianas Steamship Agencies Inc. (Guam, U.S.A.)
- Western Pacific Shipping Co. (Koror, Republic of Palau)
- Wespac-Kyowa Shipping Co., Ltd.（Koror, Republic of Palau）
- Pacific Line Trading Inc. (Panama, Republic of Panama)
- 天洋航運服務（天津）有限公司（Tianjin, People's Republic of China)
- Kyowa-Korea Maritime Agency., Co., Ltd.（Seoul, The Republic of Korea)